# Poeti russofoni
Poeti che hanno scritto in russo (poeti russi).

## A
- Gennadij Ajgi (1934–2006)
- Bella Achmadulina (nato 1937)
- Anna Achmatova (1889–1966)
- Ivan Achmetiev (nato 1950)
- Gennadij Alexejev (1932–1987)
- Margarita Aliger (1915–1992)
- Daniil Andreev (1906–1959)
- Innokentij Annenskij (1855–1909)
- Pavel Antokolskij (1896–1978)
- Aleksej Apuchtin (1840–1893)
- Vladimir Aristov (nato 1950)
- Eduard Asadov (1923–2004)
- Nikolaj Aseev (1889–1963)
- Lera Auerbach (Averbach) (nato 1973)

## B
- Eduard Bagritskij (1895–1934)
- Konstantin Balmont (1867–1942)
- Evgenij Abramovič Baratynskij (1800–1844)
- Ivan Barkov (1732-1768)
- Agnija Barto (1906–1981)
- Konstantin Nikolaevič Batjuškov (1787–1855)
- Demjan Bednyj (1883–1945)
- Andrej Belyj (1880–1934)
- Vladimir Benediktov (1807—1873)
- Olga Berggolts (1910–1975)
- Alexander Bestuzhev (1797–1837)
- Sergej Birjukov (nato 1950)
- Aleksandr Blok (1880–1921)
- Valeri Brainin-Passek (nato 1948)
- Josif Brodskij (1940–1996)
- Valerij Brjusov (1873–1924)
- Ivan Bunin (1870–1953)

## C
- Sasha Čërnyj (1880–1932)
- Aleksej Chomjakov (1804–1860)
- Lidija Čukovskaja (1907–1996)
- Kornej Čukovskij (1882–1969)
- Marina Cvetaeva  (1892–1941)

## D
- Denis Davydov (1784–1839)
- Anton Delvig (1798–1831)
- Andrej Dementjev (nato 1928)
- Regina Derieva (nato 1949)
- Gavriil Derzhavin (1743–1816)
- Jevgenij Dolmatovskij (1915–1994)
- Julia Drunina (1924–1991)

## E
- Gabriel El-Registan (1899–1945)
- Ilja Erenburg (1891–1967)
- Sergej Esenin (1895–1925)
- Evgenij Evtušenko  (nato 1933)

## F
- Vasilij Fedorov (1918–1984)
- Afanasij Fet (1812–1892)
- Konstantin Fofanov (1862–1911)
- Semjon Frug (1860–1916)

## G
- Čerubina de Gabriak (1887–1928)
- Jurij Galanskov (1939–1972)
- Michail Gerasimov (1889–1939)
- Zinaida Gippius (1869–1945)
- Nikolaj Glazkov (1919–1979)
- Fëdor Glinka (1786–1849)
- Sergej Gorodetskij (1884–1967)
- Alexandr Griboedov (1794–1829)
- Dmitri Grigoriev (nato 1960)
- Apollon Grigorjev (1822–1864)
- Semen Gudzenko (1922–1953)
- Nikolaj Gumilëv (1886–1921)

## I
- Vera Inber (1890–1972)
- Michail Isakovskij (1900–1973)
- Georgij Vladimirovič Ivanov (1894–1958)
- Vjačeslav Ivanov (1866–1949)
- Rjurik Ivnev (1891–1981)

## J
- Rassul Jamsatov (1718-1777)

## K
- Antioch Kantemir (1708–1744)
- Vasilij Kapnist (1758–1823)
- Elena Katsuba (nato 1946)
- Rimma Kazakova (nato 1931)
- Dmitrij Kedrin (1907–1945)
- Konstantin Kedrov (nato 1942)
- Daniil Charms (1905–1942)
- Velemir Chlebnikov (1885–1922)
- Vladislav Chodasevič (1886–1939)
- Igor Cholin (1920–1999)
- Semën Isaakovič Kirsanov (1906–1972)
- Sergej Klyčkov (1889–1940)
- Nikolaj Kljuev (1884–1937)
- Dovid Knut (1900–1955)
- Pavel Davidovič Kogan (1918–1942)
- Aleksej Koltsov (1809–1842)
- Naum Korzhavin (nato 1925)
- Ivan Kozlov (1779–1840)
- Victor Krivulin (1944–2001)
- Aleksej Kručënyсh (1886–1968)
- Ivan Krylov (1769–1844)
- Andrej Krylov (nato 1961)
- Wilhelm Küchelbecher (Vilgelm Kjuchelbeker), (1797–1846)
- Anatolij Kudrjavitskij (nato 1954)
- Nestor Vasil'evič Kukol'nik (1809–1868)
- Alexander Kushner (nato 1936)
- Boris Kushner (nato 1941)
- Ilja Kutik (nato 1961)
- Dmitrij Kuzmin (nato 1969)
- Michail Kuzmin (1872–1936)

## L
- Vasilij Lebedev-Kumač (1898–1949)
- Michail Lermontov (1814–1841)
- Jurij Levitanskij (nato 1922)
- Mirra Lochvitskaja (1869–1905)
- Michail Lomonosov (1711–1765)
- Vladimir Lugovskoj (1901–1957)

## M
- Vladimir Majakovskij (1893–1930)
- Osip Mandel'štam (1891–1938)
- Samuil Marshak (1887–1964)
- Leonid Martynov (1905–1980)
- Novella Matveeva (nato 1934)
- Apollon Majkov (1821–1897)
- Dmitrij Merezhkovskij (1866–1941)
- Arvo Mets (1937–1997)
- Lev Mej (1822–1862)
- Alexander Mezhirov (1923-2009)
- Sergej Michalkov (nato 1913)
- Junna Morits (nato 1937)
- Ivan Mjatlev (1796–1844)

## N
- Vladimir Nabokov (1899–1977)
- Semën Nadson (1862–1887)
- Vladimir Narbut (1888–1938)
- Sergej Narovčatov (1919–1981)
- Nikolaj Nekrasov (1821–1877)
- Vsevolod Nekrasov (nato 1934)
- Ivan Savvič Nikitin (1824–1861)
- Rea Nikonova (nato 1942)
- Valerij Nikolaevskij (nato 1939)

## O
- Sergej Obradovič (1892–1956)
- Nikolaj Ogarev (1813–1877)
- Alexander Odoevskij (1802–1839)
- Irina Odoevtseva (1901–1990)
- Bulat Okudzhava (1924–1997)
- Nikolaj Olejnikov (1898–1942)
- Lev Oshanin (1912–1996)
- Lev Ozerov (1914–1996)

## P
- Alexandra Petrova  nata nel 1964
- Valentin Parnach (1891–1951)
- Sofija Parnok (1885–1933)
- Boris Pasternàk (1890–1960)
- Karolina Pavlova (1807–1893)
- Marija Petrovych (1908–1979)
- Aleksej Pleshčeev (1825–1893)
- German Plisetskij (1931–1992)
- Aleksandr Polezhaev (1804–1838)
- Jakov Polonskij (1819–1898)
- Boris Poplavskij (1903–1935)
- Nikolaj Nikitič Popovskij (1730–1760)
- Kozma Prutkov (1817–1875)
- Aleksandr Puškin (1799–1837)

## R
- Vladimir Raevskij (1795–1872)
- Jevgenij Rein (nato 1935)
- Jevdokija Rostopčina (1812–1858)
- Konstantin Romanov (known as K.R.), (1858–1915)
- Vsevolod Rozhdestvenskij (1895–1977)
- Robert Rozhdestvenskij (1932–1994)
- Nikolaj Rubtsov (1936–1971)
- Boris Ručjëv (1913–1973)
- Kondratij Rylejev (1795–1826)

## S
- David Samojlov (1920–1990)
- Genrich Sapgir (1928–1999)
- Stepan Shčipačëv (1899–1980)
- Ol'ga Sedakova (1949)
- Ilja Selvinskij (1899–1968)
- Igor Severjanin (1887–1941)
- Varlam Šalamov (1907–1982)
- Vadim Shefner (1915–2002)
- Tatiana Shčerbina (nato 1954)
- Nikolaj Sherbina (1821–1869)
- Vadim Shershenevič (1893–1942)
- Asja Shneiderman (nato 1968)
- Gennadij Shpalikov (1937–1974)
- Konstantin Simonov (1915–1979)
- Konstantin Slučevskij (1837–1904)
- Boris Slutskij (1919–1986)
- Jaroslav Smeljakov (1913–1972)
- Tat'jana Snežina (1972-1995)
- Fëdor Sologub (1863–1927)
- Vladimir Solov'ëv (1853–1900)
- Vladimir Solouchin (nato 1924)
- Sergej Stratanovskij (nato 1944)
- Dmitrij Sucharev (nato 1930)
- Alexandr Sumarokov (1717–1777)
- Alexandr Surkov (1899–1983)
- Michail Svetlov (1903–1964)

## T
- Jelizaveta Tarachovskaja (1891–1968)
- Arsenij Tarkovskij (1907–1989)
- Nikolaj Tichonov (1896–1979)
- Aleksej Konstantinovič Tolstoj (1817–1875)
- Vasilij Kirillovič Tredjakovskij (1703–1769)
- Marina Tsvetaeva (1892–1941)
- Ivan Turgenev (1818–1883)
- Veronika Tushnova (1915–1965)
- Aleksandr Tvardovskij (1910–1971)
- Fëdor Tjutčev (1803–1873)

## U
- Vladimir Ufljand (1937–2007)
- Iosif Utkin (1903–1944)

## V
- Konstantin Vaginov (1899–1934)
- Konstantin Vanshenkin (nato 1925)
- Dmitrij Venevitinov (1805–1827)
- Vikentij Veresaev (1867-1945)
- Jevgenij Vinokurov (nato 1925)
- Igor Vishnevetskij (nato 1964)
- Alina Vituchnovskaja (nato 1973)
- Maksimilian Voloshin (1877–1932)
- Andrej Voznesenskij (nato 1933)
- Aleksandr Ivanovič Vvedenskij (1904–1941)
- Pjotr Vjazemskij (1792–1878)
- Vladimir Vysockij (1938–1980)

## Y
- Alexander Jashin (1913–1968)
- Nikolaj Jazykov (1803–1847)

## Z
- Nikolaj Zabolotskij (1903–1958)
- Michail Zenkevič (1891–1973)
- Aleksej Zhemčuzhnikov (1821–1908)
- Anatolij Zhigulin (1930–2000)
- Vasilij Žukovskij (1783–1852)
- Ivan Zhdanov (nato 1949)

| Controllo di autorità | LCCN (EN) sh85103862 · J9U (EN, HE) 987007558369305171 |